# Pierre Jaminet
Pour les articles homonymes, voir Jaminet.
Pierre Jaminet est un coureur cycliste français, né le 2 février 1912 dans le 16e arrondissement de Paris et mort le 6 décembre 1968 au Havre.

## Biographie

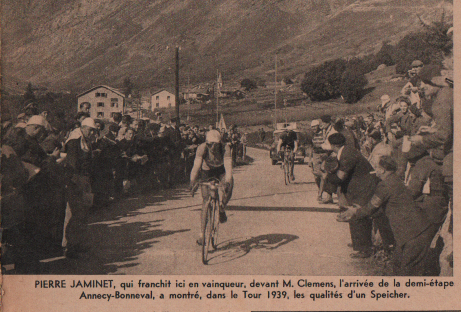

- Ses classements dans les 2 participations du Tour de France: 44e en 1938 et abandon en 1939.
  - 1939: deux victoires d'étape : la première dans la 10e étape secteur a  de Toulouse à Narbonne et la deuxième dans la 16e étape secteur a  de Briançon à Bonneval-sur-Arc.

## Palmarès
- 1932
  -  Champion de France des sociétés
- 1933
  - Paris-Montereau[2]
  - 3e de Paris-Rouen
- 1934
  - 2e du Circuit du Cantal
- 1938
  - 1re étape de Paris-Nice
  - Critérium national
  - 2e du Derby de Saint-Germain
  - 4e de Paris-Nice
- 1939
  - 10ea et 16ea étapes du Tour de France
  - 2e du Derby de Saint-Germain
  - 3e du Critérium International
- 1941
  - 6e de Paris-Tours

## Résultats sur le Tour de France
2 participations
- 1938 : 44e
- 1939 : abandon (18eb étape), vainqueur des 10ea et 16ea étapes